# Gülseren Yıldırım Gomez
Gülseren Yıldırım Gomez, känd under sitt artistnamn Gülseren, är en sångerska och skådespelare, född i Istanbul, Turkiet. Gülseren flyttade till Paris i Frankrike som 7-åring. Hon debuterade med albumet Gülseren. Hon representerade Turkiet med bidraget Rimi Rimi Ley i Eurovision Song Contest 2005, vilket hamnade på 13:e plats.

## Diskografi
- Gülseren

## Filmografi
- 2001 - Roos and Rana